# Katie Price
Katie Price, właściwie Katrina Amy Alexandria Alexis Infield, znana także pod pseudonimem Jordan (ur. 22 maja 1978 w Brighton) – brytyjska osobowość medialna, modelka, piosenkarka i pisarka.

## Życiorys

### Wczesne lata
Urodziła się w Brighton, w hrabstwie East Sussex, w rodzinie pochodzenia żydowskiego aszkenazyjskiego, belgijskiego i włosko-hiszpańskiego jako córka Amy (z domu Charlier) i Raya Infielda. Jej ojciec opuścił rodzinę, gdy miała cztery lata, a w 1988 matka wyszła ponownie za mąż za budowniczego Paula Price, po czym nabyła nazwisko Price. Ma starszego przyrodniego brata Daniela i młodszą przyrodnią siostrę Sophie. Jej babcia ze strony matki była Żydówką, ale nie jest religijna.
Uczęszczała do Blatchington Mill School. Wyróżniała się w sporcie, pływając w zawodach regionalnych w Sussex. W dzieciństwie rozwinęła się także pasja do koni i jeździectwa. Kiedy miała 13 lat była modelką i reklamowała linię ubrań.

### Kariera
Za namową znajomego wzięła udział w profesjonalnej sesji zdjęciowej i postanowiła kontynuować karierę modelki. Zdjęcia zostały wysłane do agencji modelek w Londynie, a w 1996 pojawiła się w brytyjskiej gazecie „The Sun” pod pseudonimem Jordan. W wieku 19 lat miała pierwszą z serii operacji powiększania piersi. Była na okładkach magazynów takich jak „Daily Star”, „FHM”, „Playboy”, „Maxim”, „CKM”, „Esquire” i „Cosmopolitan”. Prowadziła rubrykę w angielskim magazynie „OK!”, na której łamach odpowiada na pytania kobiet związane z poradami partnerskimi. W 2001 kandydowała w Stretford i Urmston podczas brytyjskich wyborów powszechnych.
W 2005 z piosenką „Not Just Anybody” startowała w brytyjskich eliminacjach do 50. Konkursu Piosenki Eurowizji. Choć była główną faworytką do wygrania w notowaniach bukmacherskich, 5 marca zajęła drugie miejsce w finale eliminacji po zdobyciu 101 punktów, przegrywając jedynie z Javine Hylton. 27 listopada 2006 roku wydała debiutancki album studyjny, zatytułowany A Whole New World, który nagrała wspólnie z Peterem André.

## Życie prywatne
Od marca 2001 do grudnia 2002 była w związku z piłkarzem Dwightem Yorkem. Mają syna, Harveya (ur. 27 maja 2002), który jest częściowo niewidomy, cierpi na autyzm i ma zaburzenie genetyczne chromosomu 15 - zespół Pradera-Williego. Od października 2001 do lutego 2002 była związana z piosenkarzem Garethem Gatesem. 10 września 2005 wyszła za mąż za piosenkarza Petera André, z którym ma dwójkę dzieci: syna Juniora Sawę (ur. 13 czerwca 2005) i córkę Princess Tiáamii Crystal Esther (ur. 29 czerwca 2007). Jednak 8 września 2009 rozwiedli się. W lipcu 2009 związała się z Alexem Reidem, którego poślubiła 2 lutego 2010 podczas prywatnej ceremonii w Las Vegas. Jedenaście miesięcy później, 20 marca 2012 para rozwiodła się. 16 stycznia 2013 po raz trzeci wyszła za mąż za Kierana Haylera, konstruktora i tancerza erotycznego, z którym ma syna Jetta Rivierę (ur. 18 sierpnia 2013) i córkę Bunny (ur. 2014). W maju 2018 rozstali się. Od sierpnia 2020 do końca 2023 była w związku z uczestnikiem reality show Love Island Carlem Woodsem. W lutym 2024 związała się z uczestnikiem reality show Married at First Sight JJ Slaterem.
Przeszła siedemnaście operacji plastycznych biustu, sześć liftingów twarzy, liposukcję, lifting powiek, brwi i oczu, powiększyła usta i pośladki (przeszła zabieg brazilian bum lift) oraz trzykrotnie zakładała licówki, a także stosowała botoks.

## Publikacje
Autobiografie
- Being Jordan (2004)
- Jordan: A Whole New World (2006)
- Jordan: Pushed to the Limit (2008)

Powieści
- Angel (2006)
- Crystal (2007)
- Angel Uncovered (2008)
- Sapphire (2009)
- Paradise (2010)

Książki dla dzieci
- Katie Price's Perfect Ponies series (13 pozycji) (2007-2010)
- Katie Price's Mermaids and Pirates series (12 pozycji) (2008-2010)

Poradniki modowe
- Standing Out (2009)

## Dyskografia

### Albumy studyjne
| Rok  | Album                                                                                       | Najwyższe pozycje notowań | Sprzedaż       | Certyfikat   |
| Rok  | Album                                                                                       | UK                        | Sprzedaż       | Certyfikat   |
| ---- | ------------------------------------------------------------------------------------------- | ------------------------- | -------------- | ------------ |
| 2006 | A Whole New World - Wydany: 27 listopada 2006 - Wytwórnia: Sony BMG - Formaty: CD, download | 20                        | - UK: 180,000+ | - BPI: Złoto |

### Single
| Rok  | Singiel              | Najwyższa pozycja notowań | Najwyższa pozycja notowań | Album             |
| Rok  | Singiel              | UK                        | IRE                       | Album             |
| ---- | -------------------- | ------------------------- | ------------------------- | ----------------- |
| 2006 | „A Whole New World”  | 12                        | —                         | A Whole New World |
| 2010 | „Free to Love Again” | 60                        | —                         | Non-album single  |